# وزارة الحرب (المملكة المتحدة)
أشار مكتب الحرب أو وزارة الحرب War Office إلى العديد من المنظمات الحكومية البريطانية عبر التاريخ، وكلها تتعلق بالجيش البريطاني. كانت إدارة تابعة للحكومة البريطانية مسؤولة عن إدارة الجيش البريطاني بين عامي 1857 و1964، وعند هذه الفترة تم نقل وظائفها إلى وزارة الدفاع الجديدة (MoD). كانت تعادل الأميرالية في ذلك الوقت، والتي كانت مسؤولة عن البحرية الملكية (RN)، و(بعد ذلك بكثير) وزارة الطيران، التي أشرفت على سلاح الجو الملكي. كما يُطلق اسم "مكتب الحرب القديم" على المقر السابق للإدارة، والذي يقع عند تقاطع شارع هورس جاردز ووايتهول في وسط لندن. تم بيع المبنى التاريخي في 1 مارس 2016 من قبل حكومة صاحبة الجلالة مقابل أكثر من 350 جنيه إسترليني، بموجب عقد إيجار لمدة 250 عام لتحويلها إلى فندق فاخر وشقق سكنية.
كان مصطلح "مكتب الحرب" قبل عام 1855 يشير إلى مكتب وزير الحرب. وفي القرنين السابع عشر والثامن عشر، كان عدد من المكاتب والأفراد المستقلين مسؤولين عن جوانب مختلفة من إدارة الجيش. وكان أهمهم القائد العام للقوات المسلحة، ووزير الحرب، ووزيرا الخارجية التوأم؛ حيث تم نقل معظم مسؤولياتهم العسكرية إلى وزير دولة جديد للحرب عام 1794. وكان من بين الآخرين الذين أدوا وظائف متخصصة مراقب حسابات الجيش، والمجلس الطبي للجيش، ودائرة المفوضية، ومجلس الضباط العامين، والقاضي المحامي العام للقوات المسلحة، والمفوض العام للحشد، والمسؤول العام عن صرف رواتب القوات، و(خاصة فيما يتعلق بالميليشيا ) وزارة الداخلية.
تم استخدام مصطلح وزارة الحرب في البداية للإشارة إلى مكتب وزير الدولة للحرب المنفصل؛ وفي عام 1855، تم دمج مكتبي وزير الحرب ووزير الدولة للحرب، وبعد ذلك تم استخدام مصطلحي مكتب الحرب ووزارة الحرب بشكل متبادل إلى حد ما.

## تاريخه
تطور مكتب الحرب من مجلس الحرب، وهو تجمع مخصص للملك وكبار قادته العسكريين الذين أداروا حروب وحملات مملكة إنجلترا. تم توجيه إدارة مكتب الحرب في البداية من قبل وزير الحرب، الذي نشأ دوره في عهد الملك تشارلز الثاني كسكرتير للقائد العام للجيش. في الجزء الأخير من القرن السابع عشر، كان منصب القائد العام شاغرًا لعدة فترات، مما ترك وزير الحرب كمسؤول مباشر أمام الملك؛ وبعد ذلك، حتى عندما تم استعادة منصب القائد العام على أساس أكثر ديمومة، احتفظ وزير الحرب باستقلاليته.
كان يُشار إلى إدارة وزير الحرب باسم "مكتب الحرب" منذ وقت مبكر من عام 1694؛ ويُنسب تأسيسها بشكل تقليدي إلى ويليام بلاثويت، الذي رافق الملك ويليام الثالث خلال حرب السنوات التسع، والذي قام منذ تعيينه كوزير عام 1684 بتوسيع نطاق مكتبه بشكل كبير لتغطية الإدارة العامة اليومية للجيش.
بعد تقاعد ويليام بلاثويت عام 1704، أصبح منصب وزير الحرب منصب سياسي. وكان منصب حكوما بسيط نسبيا (رغم احتفاظه بحق التواصل مع الملك)، وكان يُعنى بتفاصيل الإدارة، بدلًا من الاستراتيجية العامة. كان الوزير، الذي كان عادةً عضو في مجلس العموم، يُقدم تقديرات الجيش إلى المجلس بشكل روتيني، وكان يُناقش أحيانًا مسائل عسكرية أخرى عند الحاجة. رمزيًا كان يُنظر إليه على أنه يُمثل سيطرة البرلمان على الجيش. كانت تُدار قضايا السياسة الاستراتيجية خلال الحرب من قِبل الوزارتين الشمالية والجنوبية (اللتين سبقتا وزارتي الخارجية والداخلية الحاليتين). 
من عام 1704 إلى عام 1855، ظل منصب الوزير يشغله وزير من الدرجة الثانية (مع أنه كان عضوًا في مجلس الوزراء أحيانًا بعد عام 1794). نُقلت العديد من مسؤولياته إلى وزير الدولة للحرب بعد إنشاء هذا المنصب الأعلى عام 1794 (مع أن الأخير كان مسؤولًا أيضًا عن مستعمرات بريطانيا منذ عام 1801، وأُعيدت تسميته إلى وزير الدولة للحرب والمستعمرات، وهو ترتيب لم يتوقف إلا مع إنشاء المكتب الاستعماري عام 1854). 

## التقسيم
منذ عام 1824، تم تقسيم الإمبراطورية البريطانية (باستثناء الهند، التي كانت تُدار بشكل منفصل من قبل شركة الهند الشرقية ثم مكتب الهند ) بواسطة مكتب الحرب والاستعمار إلى الأقسام الإدارية التالية: 
أمريكا الشمالية
- كندا العليا، كندا السفلى
- نيو برونزويك، نوفا سكوشا، جزيرة الأمير إدوارد
- برمودا، نيوفاوندلاند

جزر الهند الغربية
البحر الأبيض المتوسط وأفريقيا
- مالطا
- جبل طارق
- الجزر الأيونية
- سيراليون والحصون في غرب أفريقيا، والقنصليات في دول البربر

المستعمرات الشرقية
- نيو ساوث ويلز
- أرض فان ديمان
- سيلان
- موريشيوس

كان من المقرر أن يقوم مكتب الحرب، بعد عام 1854 وحتى اتحاد دومينيون كندا عام 1867، بتقسيم الإدارة العسكرية للإمبراطورية البريطانية تمامًا كما فعل مكتب الحرب والاستعمار:  
| المناطق والمحطات العسكرية الاستعمارية البريطانية والأجنبية                                                                   | |
| المنطقة | محطة |
| أمريكا الشمالية وشمال الأطلسي                                                                                                | برمودا ( معسكر بروسبكت ؛ حامية سانت جورج ؛ جزيرتا بواز وواتفورد )† **، هاليفاكس، نوفا سكوشا † ** ، كينغستون، كندا الغربية، نيو برونزويك، نيوفاوندلاند، نيو وستمنستر، كولومبيا البريطانية، تورنتو، كندا الغربية، كيبيك، كندا الشرقية. |
| جزر الهند الغربية | جزر البهاما، بربادوس، هندوراس البريطانية، جامايكا - معسكر أب بارك، جامايكا - نيوكاسل، ترينيداد. |
| البحر الأبيض المتوسط | كورفو، الولايات المتحدة الأمريكية لجزر الأيونية، جبل طارق ** ، اليونان - كيفالونيا، اليونان- زانتي مالطا ** ، سكوتاري، تركيا. |
| الساحل الغربي لأفريقيا وجنوب المحيط الأطلسي                                                                                  | باثورست، مستعمرة ومحمية غامبيا، جولد كوست، سيراليون، سانت هيلينا، |
| جنوب أفريقيا | كيب كولوني - كيب تاون، مستعمرة كيب - مدينة غراهام، ناتال. |
| مصر والسودان | مصر - أسوان، مصر - كوروسكو، وادي حلفا، السودان |
| المحيط الهندي | سيلان - كولومبو، سيلان - كاندي، سيلان - نوارا إيليا، سيلان - ترينكومالي، موريشيوس، سنغافورة. |
| أستراليا | أوكلاند، نيوزيلندا، فريمانتل، غرب أستراليا، نيو ساوث ويلز |
| الصين | هونغ كونغ |
| ** يشير إلى حصن إمبراطورية                                                                                                   | |
| † تم ربط برمودا وهاليفاكس، تحت قيادة القائد العام في هاليفاكس، مع تضمين الوحدات والقوة في برمودا في الأرقام الخاصة بهاليفاكس | |

في فبراير 1855، عُيّن وزير الدولة الجديد لشؤون الحرب وزيرًا للحرب، مما منحه سلطة الإشراف على وزارة الحرب بالإضافة إلى وزارته. واتُّبع الإجراء نفسه مع كلٍّ من خلفائه، حتى أُلغي منصب وزير الحرب كليًا عام 1863. 
عام 1855، تم إلغاء مجلس الذخائر نتيجة لأدائه الضعيف الملحوظ خلال حرب القرم. كان هذا الجسم المستقل القوي، الذي يعود تاريخه إلى القرن الخامس عشر، تحت إدارة القائد العام للذخائر، وهو عادةً ضابط عسكري كبير جدًا (على عكس وزير الحرب) كان غالبًا عضوًا في مجلس الوزراء. أدت الحملات الكارثية لحرب القرم إلى توحيد جميع الواجبات الإدارية عام 1855 باعتبارها تابعة لوزير الدولة للحرب، وهي وظيفة في مجلس الوزراء.  ومع ذلك، لم يكن مسؤولاً وحده عن الجيش؛ كان لدى القائد العام درجة مساوية تقريبًا من المسؤولية. تم تقليص ذلك نظريًا من خلال الإصلاحات التي قدمها إدوارد كاردويل عام 1870، والتي أخضعت القائد العام لوزير الحرب. في الممارسة العملية، ومع ذلك، احتفظ القائد العام المحافظ المشير الأمير جورج، دوق كامبريدج الثاني، الذي شغل المنصب بين عامي 1856 و1895 بنفوذ كبير. تسببت مقاومته للإصلاح في تخلف الكفاءة العسكرية عن منافسي بريطانيا، وهي مشكلة أصبحت واضحة خلال حرب البوير الثانية. لم يتم علاج الوضع إلا عام 1904، عندما تم إلغاء وظيفة القائد العام، واستبدالها بوظيفة رئيس الأركان العامة، والتي تم استبدالها بوظيفة رئيس الأركان العامة الإمبراطورية عام 1908. تم إنشاء مجلس للجيش بتنسيق مماثل لتنسيق مجلس الأميرالية، بقيادة وزير الدولة للحرب، وتم إنشاء هيئة أركان عامة إمبراطورية لتنسيق إدارة الجيش. تم التوصية بإنشاء مجلس الجيش من قبل لجنة وزارة الحرب (إعادة التشكيل)، وتم تعيينه رسميًا بموجب براءات الاختراع المؤرخة 8 فبراير 1904، وبموجب أمر ملكي بتاريخ 12 فبراير 1904.
أعاقت النزاعات المستمرة بين الشقين المدني والعسكري من إدارة مكتب الحرب. حاولت حكومة إتش إتش أسكويث حل هذه المشكلة خلال الحرب العالمية الأولى بتعيين اللورد كيتشنر وزيرًا للحرب. خلال فترة ولايته، فُككت هيئة الأركان العامة الإمبراطورية تقريبًا. واستُبدل دورها فعليًا بلجنة الدفاع الإمبراطوري، التي ناقشت قضايا عسكرية أوسع. 
انخفضت أهمية مكتب الحرب بشكل كبير بعد الحرب العالمية الأولى، وهي حقيقة يتضح من التخفيضات الكبيرة في أعداد موظفيه خلال فترة ما بين الحربين. كما تم تقليص مسؤولياته وتمويله. عام 1936، عينت حكومة ستانلي بالدوين وزيرًا لتنسيق الدفاع، والذي لم يكن جزءًا من مكتب الحرب. عندما أصبح ونستون تشرشل رئيسًا للوزراء عام 1940، تجاوز مكتب الحرب تمامًا، وعين نفسه وزيرًا للدفاع (على الرغم من أنه لم تكن هناك <i id="mwAWU">وزارة</i> دفاع حتى عام 1947، ومن الغريب).  واصل كليمنت أتلي هذا الترتيب عندما تولى السلطة عام 1945، لكنه عين وزير دفاع منفصلاً لأول مرة عام 1947. عام 1964، تم إنشاء الشكل الحالي لوزارة الدفاع، مما أدى إلى توحيد مكتب الحرب والأميرالية ووزارة الطيران. 

## مبنى مكتب الحرب القديم

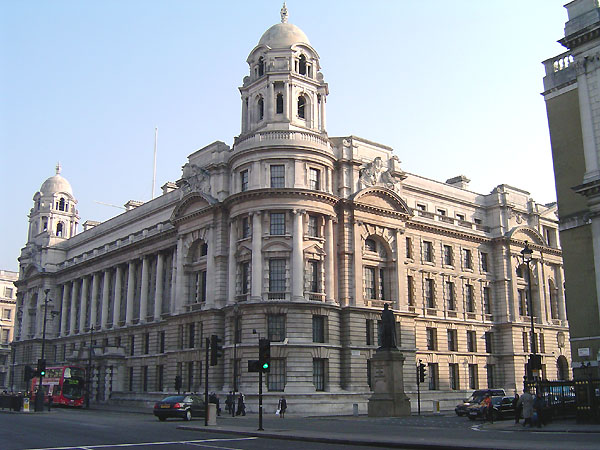
منظر لمبنى وزارة الحرب السابق من وايتهول.

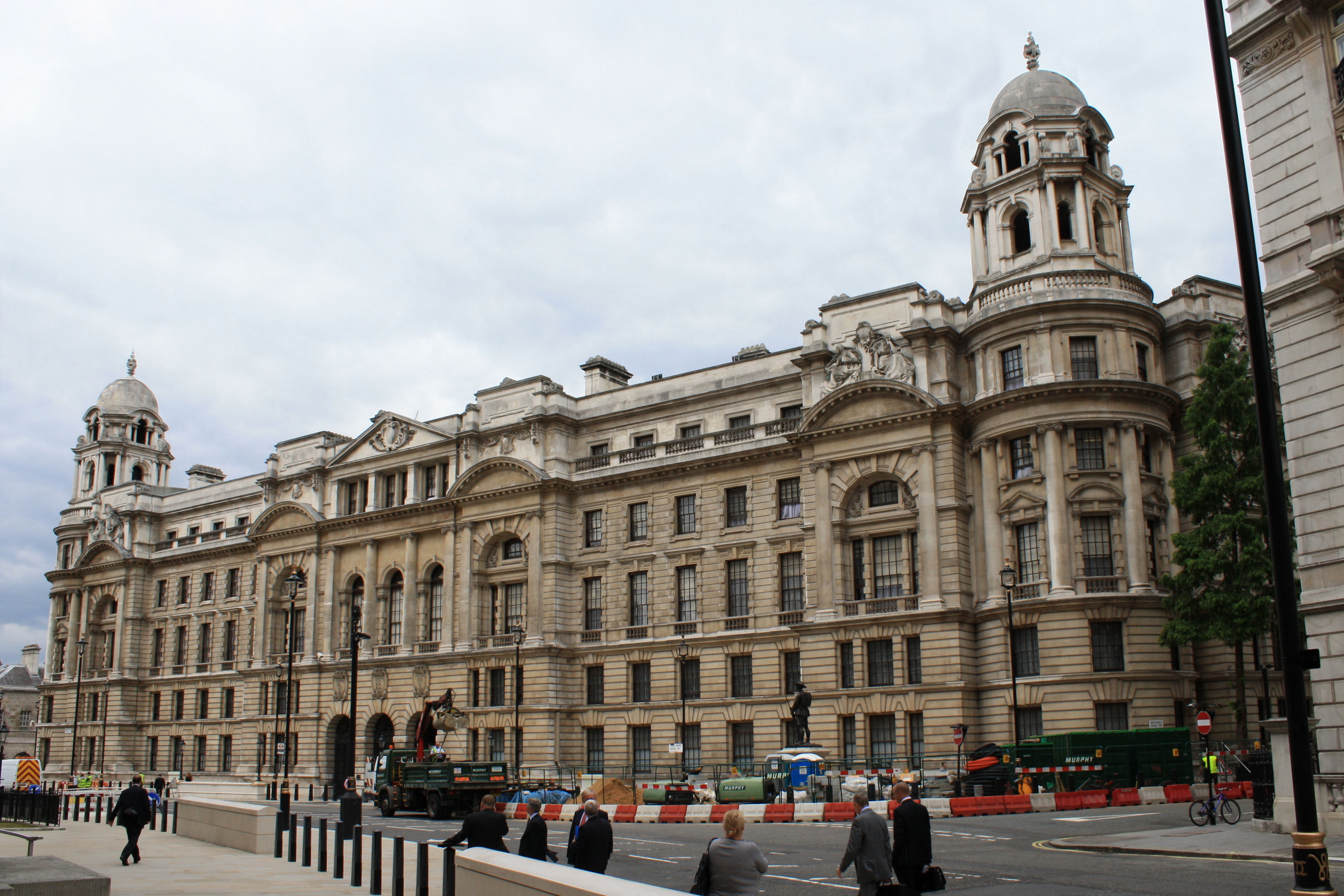
مبنى وزارة الحرب السابق المواجه لشارع الحرس الخيالي.

منذ عام 1718، كانت رسائل وزير الحرب تُوجَّه من "مكتب الحرب". كان لوزارته عدة مقرات في لندن حتى استقرت في حرس الخيالة في وايتهول عام 1722. وظلت هناك حتى عام 1858. بعد حل مجلس الذخائر، انتقل مكتب الحرب إلى مكاتب المجلس السابقة في كمبرلاند هاوس، بال مال. وعلى مدار السنوات التالية، توسّع المكتب إلى عقارات مجاورة في بال مال قبل أن يُنقل إلى مبانٍ مُخصصة، فيما يُعرف الآن بمبنى مكتب الحرب القديم، عام 1906. 
بين عام 1906 وإلغائه عام 1964، كان مكتب الحرب مقره في مبنى كبير على الطراز الباروكي الجديد صممه ويليام يونغ، واكتمل بناؤه خلال عام 1906، ويقع في شارع هورس جاردز عند تقاطعه مع وايت هول في وسط لندن. استغرق بناء المبنى خمس سنوات حتى يكتمل، بتكلفة تزيد عن 1.2 مليون جنيه إسترليني. يتميز المبنى بشكل غريب إلى حد ما، حيث يشكل شبه منحرف من أجل تعظيم استخدام قطعة الأرض ذات الشكل غير المنتظم التي بُني عليها: صُممت قبابه الأربعة المميزة كوسيلة زخرفية لإخفاء الشكل. يحتوي على حوالي 1100 غرفة في سبعة طوابق.
بعد عام 1964، استمر استخدام المبنى تحت اسم مكتب الحرب القديم من قبل وزارة الدفاع. 
في 1 يونيو 2007، صُنِّف المبنى، باستثناء الدرجات المؤدية إليه، موقع محمي بموجب المادة 128 من قانون الجرائم المنظمة الخطيرة والشرطة لعام 2005. وكان الهدف من ذلك جعل التعدي على المبنى جريمة جنائية محددة. 
في أغسطس 2013، أُعلن أنه سيتم بيع المبنى في السوق المفتوحة، بهدف تحقيق عروض تزيد عن 100 مليون جنيه إسترليني.  وفي 13 ديسمبر 2014، أكدت وزارة الدفاع أنه سيتم بيع المبنى لمجموعة هندوجا مقابل مبلغ غير معلن. واكتمل بيع المبنى في 1 مارس 2016 مقابل أكثر من 350 مليون جنيه إسترليني، بموجب عقد إيجار لمدة 250 عام، لمجموعة هندوجا (بالشراكة مع OHL Developments ) لتحويله إلى فندق فاخر وشقق سكنية. افتتحت مجموعة هندوجا وفنادق رافلز الفندق المسمى رافلز لندن في The OWO، عام 2023.

## إدارات وزارة الحرب
كانت أقسام وزارة الحرب على النحو التالي: 
- مكتب وزير الخارجية
  - إدارة السكرتير العسكري (1870–1964)
- إدارة وكيل الوزارة البرلماني لشؤون الحرب
  - المديرية العامة للأراضي (؟–1923)
  - مديرية الأراضي (1923– )
  - المديرية العامة للقوات الإقليمية والمتطوعين (؟–1921)
  - المديرية العامة للجيش الإقليمي (1921– )
- الإدارة المركزية (قسم السكرتير)
  - قسم القسيس العام
  - قسم القاضي المحامي العام
  - قسم الدعاية/قسم المعلومات
- إدارة الشؤون المالية والبرلمانية (إدارة المالية)
  - مديرية عقود الجيش (1924–)
- هيئة الأركان العامة الإمبراطورية
  - مديرية الاستخبارات العسكرية (؟–1922)
  - مديرية العمليات العسكرية (؟–1922)
  - مديرية العمليات العسكرية والاستخبارات (1922–)
  - مديرية التدريب العسكري (1922–)
  - مهام مديرية أركان الجيش
- قسم المساعد العام
  - المديرية العامة لتسجيل القبور والاستفسارات (؟–1921)
  - المديرية العامة للخدمات الطبية للجيش
  - مديرية التعبئة
  - مديرية التنظيم
  - مديرية الخدمة الشخصية للجيش
  - مديرية أسرى الحرب (؟–1921)
  - مديرية التجنيد والتنظيم
- إدارة الإمداد والتموين العامة
  - مديرية مخازن المعدات والذخائر (؟–1927)
  - مديرية الحركات
  - مديرية الإيواء
  - مديرية إعادة الخيالة
  - مديرية الإمدادات والنقل
  - مراقب مخازن الفائض والإنقاذ
  - مساح عام للإمدادات (؟–1921)
  - المديرية العامة للخدمات البيطرية للجيش
  - مديرية الأشغال (1927– )
- إدارة المدير العام للذخائر
  - مديرية المدفعية
  - مديرية المصانع
  - مديرية التحصينات والأشغال (؟–1927)
  - مديرية خدمات الذخائر (1927–)
  - كبير الفاحصين الفنيين لخدمات الأشغال
- مديرية الطيران العسكري (1913-1918)

## روابط خارجية
- مبنى وزارة الحرب القديم – تاريخ ( نسخة محفوظة 20 November 2012 على موقع واي باك مشين. — في MoD.uk)
- موقع OWO
- رافلز لندن في The OWO